# Sadżdżad Barzi
Sadżdżad Barzi (pers. سجاد برزی; ur. 5 marca 1981 w Teheranie) – irański zapaśnik w stylu klasycznym. Olimpijczyk z Aten 2004, gdzie zajął czwarte miejsce w kategorii 120 kg.
Trzykrotny medalista mistrzostw Azji. Srebro w 2006 i brąz w 2004 i 2005. Szósty w Pucharze Świata w 2005 roku.